# Oxyopes falcatus
Oxyopes falcatus är en spindelart som beskrevs av Zhang, Yang och Zhu 2005. Oxyopes falcatus ingår i släktet Oxyopes och familjen lospindlar. Inga underarter finns listade i Catalogue of Life.